# Martina Aitolehti
Martina Aitolehti (nacida el 16 de julio de 1982) es una modelo y cantante finlandesa que forma el dúo cantante Salarakkaat con Marika Fingerroos.

## Biografía

### Vida personal y privada
Fue una concursante de Finlandia en el concurso Miss Hawaiian Tropic.También se la muestra por la televisión finlandesa en el canal Nelonen. Está en el Big Brother 2007 de Finlandia en ser la primera celebridad Housemate en la serie.

## Sobre ella
- Estatura:170 cm
- Peso:52 kg
- Ojos:Azules
- Cabello: marrón oscuro